# Nicolas de Staël

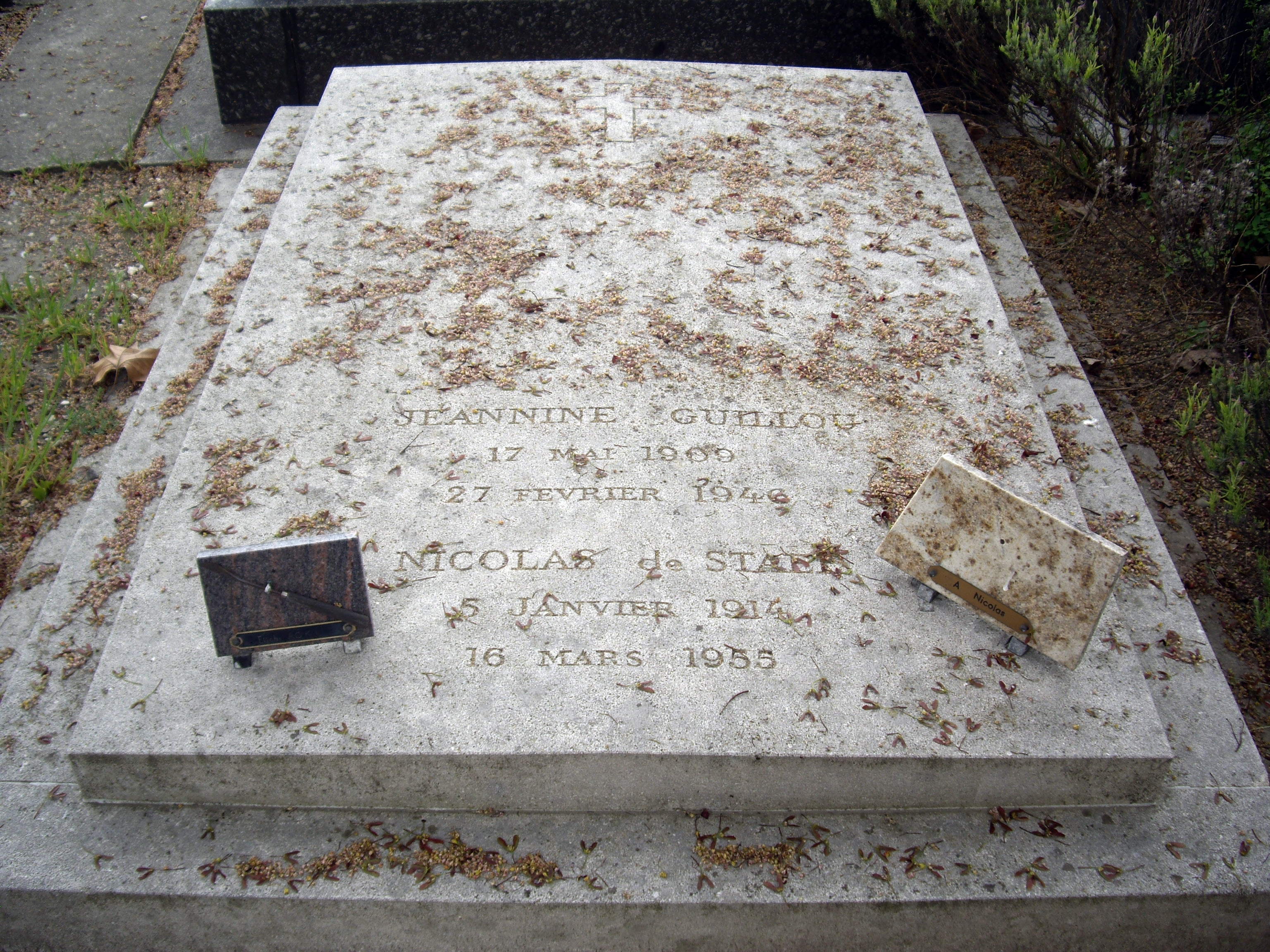
Graf van Nicolas de Staël en Jeannine Guillou, Cimetière de Montrouge

Nicolas de Staël (Sint-Petersburg, 5 januari 1914 – Antibes, 16 maart 1955) was een Frans schilder van Baltisch-Duitse afkomst.

## Biografie
Nicolas de Staël, geboren als Nikolaj Vladimirovitsj Staël von Holstein (Russisch: Николай Владимирович Шталь фон Гольштейн), was de zoon van de laatste vicegouverneur van de Petrus- en Paulusvesting in Sint Petersburg, luitenant-generaal baron Vladimir Staël van Holstein. Na de Oktoberrevolutie van 1917 moest de familie in 1919 gedwongen emigreren naar Polen, waar beide ouders stierven. Na hun dood werden Nicolas en zijn oudere zus Marina in 1922 naar verwanten gezonden in Brussel. Hij studeerde daar aan de Académie des Beaux-Arts.
In de jaren dertig maakte hij meerdere rondreizen door Europa. Tijdens een reis naar Nederland (1933) bestudeerde hij de schilderwijze van Rembrandt, Hercules Segers en Philips Koninck. In 1934 woonde hij in Parijs en bezocht de Midi, waar hij werk van Paul Cézanne, Henri Matisse, Georges Braque en Chaïm Soutine ontdekte. Zijn eerste tentoonstelling vond plaats in 1936 bij Galerie Dietrich in Brussel.
In 1936 trok hij naar Noord-Afrika (hij bezocht achtereenvolgens Marokko, waar hij zijn levensgezellin Jeannine Guillou ontmoette, en Algerije). Van 1939 tot 1940 diende hij in het Vreemdelingenlegioen. Na zijn Afrika-periode vestigde hij zich met Jeannine in het zogenaamde vrije, zuidoostelijke deel van Frankrijk, de zone libre.

## Carrière
Ergens in 1940 moet hij zijn toekomstige galeriehoudster Jeanne Bucher hebben ontmoet, alsmede de kunstenaars Alberto Magnelli, Sonia Delaunay, Hans Arp en Le Corbusier. In september 1942 verhuisde de familie de Staël naar Parijs en Nicolas ging volledig abstract werken. Zijn eerste expositie vond plaats bij Galerie Jeanne Bucher evenals de tweede (1944), in het gezelschap van de schilders Wassily Kandinsky en César Domela Nieuwenhuis. Na de bevrijding van Parijs (nog steeds bij Bucher) in 1945 een kwam er op een solo-expositie de eerste erkenning voor zijn werk. Hij leerde de schilders André Lanskoy en Georges Braque kennen en sloot zich aan bij de 'Nouvelle École de Paris'. In 1946 stierf Jeannine en later in het jaar huwde hij Françoise Chapouton. Zij vestigden zich in een groter atelier en ontvingen regelmatig Georges Braque. Dankzij invloedrijke relaties begon de internationale kunstmarkt, met name de Amerikaanse, zich stap voor stap voor De Staël te openen (o.a. in New York). Ook de grote musea in Londen, Parijs, New York, Washington, enz. begonnen interesse voor zijn werk te tonen en hij tekende een nieuw contract met de Parijse galerist Louis Carré. De vraag naar werken van De Staël nam enorm toe en reizen naar de Verenigde Staten begon tot het vaste patroon te behoren.
In 1954 keerde hij met zijn familie terug naar Antibes, om bij de zee weer de rust te vinden, na een periode van veel exposities en de daarbij behorende reizen.
Op 16 maart 1955 kwam aan zijn leven een dramatisch einde. Zoals uit afscheidsbrieven is gebleken heeft hij door een sprong uit het raam van zijn atelier in Antibes een einde aan zijn leven gemaakt.

## Belangrijke werken
- De la Danse, 1946, Centre Georges Pompidou, Parijs
- Brise-Lames, 1946-1947
- La Vie dure, (1946, Centre Pompidou, Parijs
- Les Toits, 1952, Centre Pompidou, Parijs
- le Lavandou, 1952, Centre Pompidou, Parijs
- Les Footballeurs (série), Grand Parc des Princes ... 1952
- L'Orchestre, 1953, Centre Pompidou, Parijs
- Les Musiciens, souvenir de Sidney Bechet 1953, Centre Pompidou, Parijs
- Agrigente, 1953, Kunsthaus Zürich, Zürich
- La Tour Eiffel, 1954, Musée d'art moderne de Troyes
- Agrigente, 1954, privécollectie
- La Cathédrale, 1954, Musée des Beaux-Arts, Lyon
- Sicile, 1954, Musée de Grenoble, Grenoble
- Le Concert (Le grand concert), 1955 Musée Picasso Antibes
- Coin d'Atelier, fond bleu, 1955, privécollectie